# Bernhard Oestreich
Bernhard Oestreich (* 1949 in Erfurt) ist ein deutscher adventistischer Theologe.

## Werke
Nach dem Diplom in Theologie (Theologisches Seminar Friedensau) 1971 war er von 1971 bis 1972 Pastor der Kirche der Siebenten-Tags-Adventisten in Leipzig, von 1972 bis 1977 in Güstrow. Anschließend war er Dozent an der Theologischen Hochschule Friedensau, unterbrochen von Studienaufenthalten an der Universität Halle und der Andrews University in Berrien Springs, USA. Nach dem Ph.D. 1997 an der Andrews University ist er seit 2013 Professor für Neues Testament an der Theologischen Hochschule Friedensau.

## Schriften (Auswahl)
- Metaphors and similes for Yahweh in Hosea 14:2–9 (1–8). A study of Hoseanic pictorial language. Frankfurt am Main 1998, ISBN 3-631-33666-7.
- Schritte zur Predigt. Vorbereitung und Anleitung zum Predigen für Nichttheologen. Friedensau 2003, ISBN 3-8330-0058-9.
- Performanzkritik der Paulusbriefe. Tübingen 2012, ISBN 3-16-152213-3.
- mit Roland E. Fischer: Predigtanalysen für die Gemeindepraxis. Berlin 2015, ISBN 978-3-643-13190-4.